# زباد نخلی دندان‌کوچک
زباد نخلی دندان‌کوچک (نام علمی: Arctogalidia trivirgata) نام یک گونه از تیره زبادان است.